# Abd al-Rahman ibn Mulyam
Abd al-Rahman ibn Mulyam al-Muradi (árabe: عبد الرحمن بن ملجم المرادي) fue el asesino jariyí de Ali ibn Abi Tálib, el primo hermano y yerno de Mahoma.
Uno de los jariyíes dijo: "Sólo nosotros podemos vengarnos por el honor de nuestros hermanos difuntos". Estuvieron de acuerdo en asesinar a tres de los líderes del Islam: Ibn Mulyam mataría a Ali, al-Huyyach al-Tamimi mataría a Muawiya y Amrú ibn Bakr al-Tamimi mataría a Amr ibn al-'As. Los intentos de asesinato se produjeron simultáneamente cuando los tres líderes comenzaron la oración del amanecer (Fachr) en sus respectivas ciudades de Damasco, Fustat y Kufa. El método consistía en salir de las filas de oración y golpearlos con una espada mojada en veneno.

## Asesinato de Ali

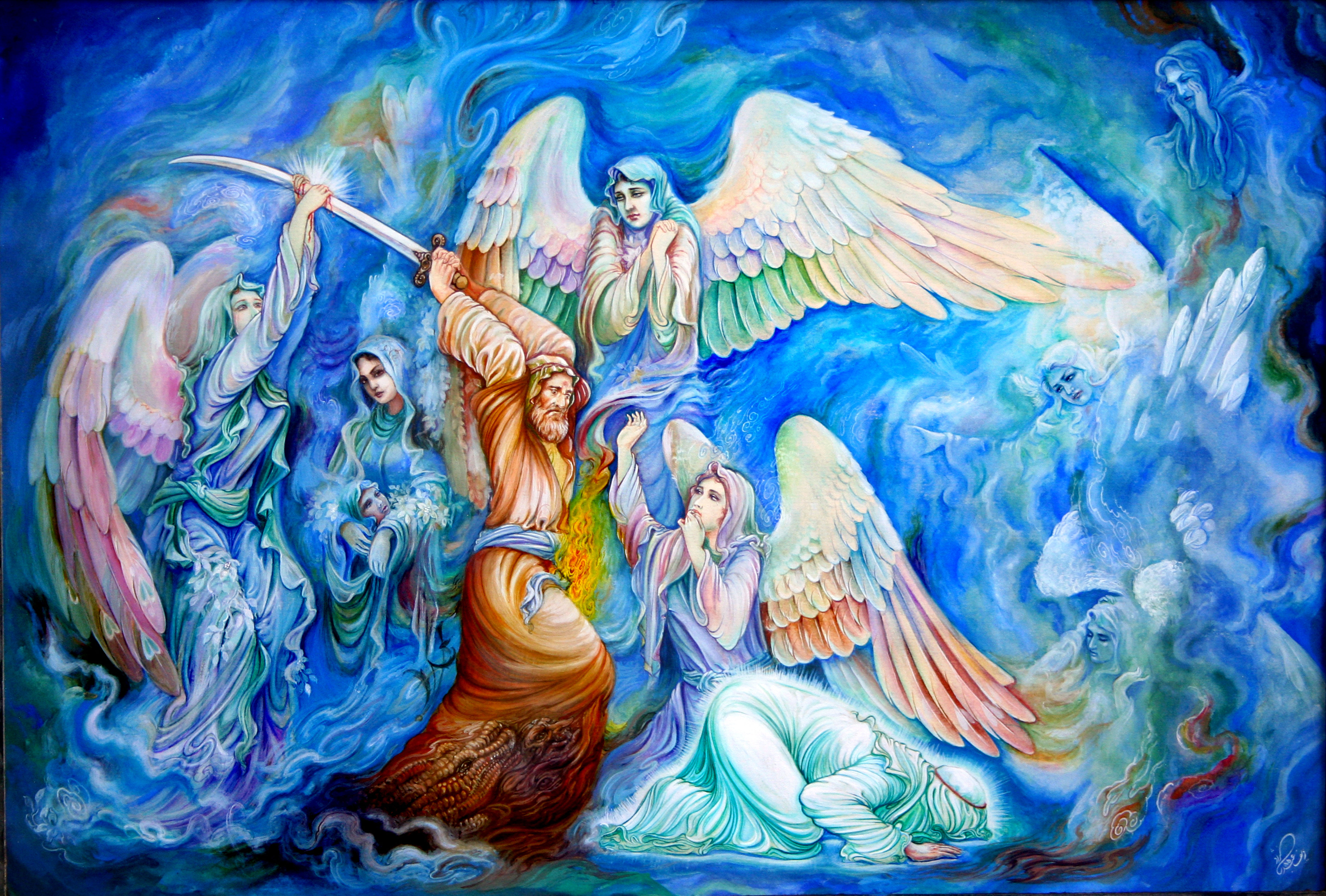
Asesinato (Martirio) de Ali ibn Abi Tálib - Pintura de Yousef Abdinejad.

El 19 de Ramadán del 40 AH, el cual correspondería al 26 de enero de 661 d. C., mientras rezaba en la Gran Mezquita de Kufa, Ali fue atacado por el jariyí Abd al-Rahman ibn Mulyam y herido con la espada recubierta de veneno, mientras estaba inclinado realizando la oración del amanecer. Ali ordenó a sus hijos que no atacasen a los jariyíes, en lugar de eso estipuló que si sobrevivía, Ibn Mulyam sería indultado mientras que si moría, Ibn Mulyam debía ser golpeado de la misma manera (independientemente de si moría o no por el golpe ).
Ali murió dos días más tarde el 28 de enero de 661 d. C. (21 de Ramadán del 40 después de la Héjira). Su hijo Hasan ibn Ali cumplió la qisās (en árabe, igual respuesta, o sea ley del talión) y le dio el mismo castigo a Ibn Mulyam por la muerte de Ali.